# 山田門努
山田 門努（やまだ もんど、1985年6月16日 - ）は、ラジオパーソナリティー、タレント、アリーナMC。

## 人物
静岡県静岡市出身。大阪芸術大学卒業。
趣味は、ギター、バスケットボール、スニーカー。
好きな音楽は、Mr.Children。

## 出演経歴

### ラジオ

#### 現在
- SHIZUOKA もんどセレクション（2009年10月 -  、SBSラジオ）
- Q（火曜 18:30〜19:00、FM-HI!）
- ゴゴボラケ（2023年4月3日[2] - 、月～木 13:00〜16:00、SBSラジオ）

#### 過去
- ラジオWEST〜寺田繭子のわくわく金曜日〜（2013年 - 2014年3月28日、SBSラジオ）
- やしろ優のビリーブマイセルフ（2015年4月 - 、SBSラジオ）
- どSトーク
- ミュージッククロスオーバー（2018年10月 - 2019年4月、SBSラジオ）
- 「ゆうラジ！羊の遠吠え」（FM-HI!）
- 「静大スタイル」（2017年1月 - 「ゆうラジ！Radio魂ジルもく！」内、毎月第2・第4木曜日、17:23〜17:53、FM-HI!）
- 爆笑問題の日曜サンデー（2015年4月5日[3]・2018年1月7日[4]・2021年7月5日[5]2021年12月26日、TBSラジオ） - リポーター、スタジオ出演
- 上田朋子のGoing My West（2014年4月4日 - 2023年3月31日、SBSラジオ）
- スポーツ&エンタ MONDAY MONDY（2017年 - 2023年3月27日、SBSラジオ）
- リツアンSTCプレゼンツ“〇〇”のみんなおいでよ♪掛川居酒屋物語（2022年1月8日 - 、2023年9月30日SBSラジオ）[6]
- 「未来につなげ　発見！日本の食」（2022年4月4日 -2024年3月25日 、CBCラジオ) - パーソナリティ

### テレビ
- ヨエロスン尋〜全力お尋ねバラエティ〜（2019年5月 -  、SBSテレビ）
- 浜松市広報アワー「浜松なるほどアカデミー」  - YouTubeにて閲覧可能

### MC
- Bリーグ 三遠ネオフェニックス アリーナMC（2020年 - ）
- 日本フットサルリーグ アグレミーナ浜松 アリーナMC（2021年 - ）

### 音楽
- 明方ハムのように！ （2022年8月12日）- ヨエロスン尋企画・上矢えり奈とのデュエット、サブスクリプション配信
- MOTTO！（2022年12月18日）- ヨエロスン企画・上矢えり奈と鬼頭里枝コラボ、サブスクリプション配信
- GO!GO!五味八珍（2023年3月12日）- ヨエロスン尋企画・上矢えり奈とのデュエット、サブスクリプション配信
- デートなDAY（2023年6月1日）- ヨエロスン尋企画・上矢えり奈とのデュエット、サブスクリプション配信
- 毎日がTasty（2023年6月9日）− ヨエロスン尋企画・上矢えり奈とのデュエット、サブスクリプション配信